# Balance commerciale de l'Italie
 (octobre 2018).
Si vous disposez d'ouvrages ou d'articles de référence ou si vous connaissez des sites web de qualité traitant du thème abordé ici, merci de compléter l'article en donnant les références utiles à sa vérifiabilité et en les liant à la section « Notes et références ».
 (octobre 2018).
- Si vous ne connaissez pas le sujet, laissez ce bandeau (vous pouvez alors contacter les auteurs).
- Si vous supprimez le contenu mis en cause (vous pouvez préalablement contacter les auteurs),

argumentez précisément cette suppression dans la page de discussion
(un manque de référence n'est pas un argument ; une recherche réelle de référence doit avoir été effectuée, être formellement documentée).
L'Italie a une économie fortement orientée vers le commerce extérieur, en constante augmentation en termes de quantité et de valeur depuis de nombreuses années. Bien que l’Italie soit un pays pauvre en matières premières, la plupart des échanges ne concernent pas ces biens : même si l’on considère le pétrole et le gaz naturel, qui, en termes de valeur, comportent une part importante des importations, la plupart des mouvements commerciaux concernent les produits manufacturés et ils ont lieu avec des pays industrialisés. Les principaux partenaires commerciaux de l’Italie sont, évidemment, les pays de l’Union Européenne, d’autant plus après les élargissements des années 2000, suivis des autres pays européens (en premier lieu la Suisse et ensuite la Russie). La récente augmentation des échanges intracommunautaires est beaucoup plus rapide que l’augmentation des échanges en général. Toutefois, les partenaires commerciaux de l’Italie sont très diversifiés : les pays asiatiques (surtout le Japon, la Chine, la Turquie, la Corée du Sud, Taiwan), l’Amérique du Nord et l’Afrique (surtout la Libye, l’Algérie, l’Afrique du Sud, la Tunisie). L’échange avec l’Amérique du Sud est plus limité : dans cette zone, il y a une présence historique de grands groupes industriels italiens (Fiat,  Pirelli, Telecom, Camuzzi, Benetton) qui toutefois produisent aussi pour le marché national.
Dans l’ensemble, quant à l’importation, les catégories les plus importantes sont représentées par les produits de la métallurgie, les produits chimiques, les moyens de transport et les matières premières énergétiques et non énergétiques ; de même, en ce qui concerne l’exportation, les produits de la métallurgie, ensuite les textiles et le vêtement et d’autres produits de consommation et ensuite les moyens de transport.
En 2016, pour la dixième année consécutive depuis que le Centre du Commerce International (ITC, agence du CNUCED et de l’OMC) de Genève a commencé son analyse de marché, l’Italie reste le deuxième pays le plus compétitif dans le commerce mondial après l’Allemagne. En effet, sur la base d’une comparaison entre 189 pays et 14 secteurs, l’Indice de Performance Commerciale (Trade Performance Index, TPI) confère à l’Italie deux premières places, cinq deuxièmes places, une troisième place et une cinquième place pour la meilleure compétitivité commerciale en autant de secteurs examinés.

## La balance commerciale
Depuis le début des années 1990, la balance commerciale (et donc aussi la balance des paiements) enregistre des excédents importants avec les échanges intracommunautaires, en croissance rapide, et également avec les échanges extracommunautaires, en forte augmentation pour ce qui concerne la quantité de biens importés, mais, vu le bas cours des matières premières, à la baisse du point de vue de la valeur. Cela signifie que l’Italie continue d’importer de plus en plus, mais à des coûts décroissants. La tendance a démarré en 1992 quand, pour la première fois, on enregistra un excédent très faible, multiplié par dix pendant l’année suivante en raison de la dévaluation de la lire italienne (celle du mois de septembre 1992 et les suivantes) et de la réduction des importations pour la contraction de la demande intérieure. Même quand, dans les années suivantes, la consommation intérieure a recommencé à augmenter et, avec elle, les importations, les exportations sont toujours restées considérablement plus importantes en termes de valeur. Bien que beaucoup d’opérateurs et d’observateurs non italiens considèrent ces dévaluations comme des dévaluations compétitives (c’est-à-dire engendrées délibérément pour rendre plus avantageuses les ventes italiennes à l’étranger), la hausse des exportations et l’excédent de la balance commerciale ont continué de se produire même dans les années après 1996 (stabilisation du change et retour dans le SME).
Entre 2005 et 2008, les exportations italiennes ont augmenté de 16,6% en valeur unitaire moyenne et de 5,5% en volume. Au contraire, bien que les  importations ont augmenté seulement de 0,5% en volume, elles se sont accrues de 22,9% en valeur unitaire moyenne, en grande partie à cause de la hausse des prix des matières premières. En 2009, année de crise, on a assisté à un grave effondrement des volumes des échanges commerciaux avec l’étranger, en particulier pour ce qui concerne les exportations, tandis que la valeur unitaire moyenne d’import-export est restée presque stable, en légère baisse. En 2012, la balance commerciale italienne est redevenue excédentaire et, dans cette année, elle s’est classée 31e à l’échelle mondiale. En 2013, l’exportation italienne est revenue à ses niveaux d’avant la crise et, dans la même année, l’excédent commercial s’est révélé le 16e le plus important du monde, le 10e en 2014 et le 8e en 2015. En 2016, la balance commerciale italienne a enregistré un excédent de 51,566 milliards d’euros (en hausse de presque 10 milliards par rapport à l’excédent de 41,807 milliards de 2015), le niveau le plus élevé depuis 1991, année du début de la série chronologique.

## Série chronologique
| Année | Importations            | Importations                                                 | Exportations            | Exportations                                                 | Exportations                               | Balance commerciale | Balance commerciale                                   |
| Année | Importations italiennes | Variation en pourcentage par rapport à la période précédente | Exportations italiennes | Variation en pourcentage par rapport à la période précédente | Parts de marché mondial et à prix courants | Solde commercial    | Variation absolue par rapport à la période précédente |
| --- | ----------------------- | ------------------------------------------------------------ | ----------------------- | ------------------------------------------------------------ | ------------------------------------------ | ------------------- | ----------------------------------------------------- |
| 1991 | 116.588                 | 108.316                                                      | -8.272                  |                                                              |                                            |                     |                                                       |
| 1992 | 119.875                 | 2,8                                                          | 113.329                 | 4,6                                                          | -6.546                                     | 1.726               |                                                       |
| 1993 | 120.330                 | 0,4                                                          | 137.488                 | 21,3                                                         | 17.158                                     | 23.704              |                                                       |
| 1994 | 140.673                 | 16,9                                                         | 159.092                 | 15,7                                                         | 18.419                                     | 1.261               |                                                       |
| 1995 | 173.354                 | 23,2                                                         | 196.860                 | 23,7                                                         | 23.506                                     | 5.087               |                                                       |
| 1996 | 165.930                 | - 4,3                                                        | 200.842                 | 2,0                                                          | 34.912                                     | 11.406              |                                                       |
| 1997 | 184.678                 | 11,3                                                         | 211.297                 | 5,2                                                          | 26.619                                     | - 8.293             |                                                       |
| 1998 | 195.625                 | 5,9                                                          | 220.105                 | 4,2                                                          | 24.480                                     | - 2.319             |                                                       |
| 1999 | 207.015                 | 5,8                                                          | 221.040                 | 0,4                                                          | 3,82                                       | 14.025              | - 10.455                                              |
| 2000 | 258.507                 | 24,9                                                         | 260.413                 | 17,8                                                         | 3,8                                        | 1.906               | - 12.119                                              |
| 2001 | 263.757                 | 2,0                                                          | 272.990                 | 4,8                                                          | 4,1                                        | 9.233               | 7.327                                                 |
| 2002 | 261.226                 | - 0,1                                                        | 269.064                 | -1,4                                                         | 4,1                                        | 7.838               | - 1.395                                               |
| 2003 | 262.998                 | 0,7                                                          | 264.616                 | -1,7                                                         | 4,0                                        | 1.618               | - 6.220                                               |
| 2004 | 285.634                 | 8,6                                                          | 284.413                 | 7,5                                                          | 3,9                                        | - 1.221             | - 2.839                                               |
| 2005 | 305.686                 | 7,0                                                          | 295.739                 | 5,5                                                          | 3,6                                        | - 9.947             | - 8.726                                               |
| 2006 | 352.465                 | 15,3                                                         | 332.013                 | 10,7                                                         | 3,5                                        | - 20.452            | - 10.505                                              |
| 2007 | 373.340                 | 5,9                                                          | 364.744                 | 9,9                                                          | 3,66                                       | - 8.596             | 11.856                                                |
| 2008 | 382.050                 | 2,3                                                          | 369.016                 | 1,2                                                          | 3,43                                       | - 13.035            | - 4.439                                               |
| 2009 | 297.609                 | - 22,1                                                       | 291.733                 | -20,9                                                        | 3,33                                       | - 5.876             | 7.159                                                 |
| 2010 | 367.390                 | 23,4                                                         | 337.346                 | 15,6                                                         | 3,00                                       | - 30.044            | - 24.168                                              |
| 2011 | 401.428                 | 9,3                                                          | 375.904                 | 11,4                                                         | 2,93                                       | - 25.524            | 4.520                                                 |
| 2012 | 380.292                 | - 5,3                                                        | 390.182                 | 3,8                                                          | 2,79                                       | 9.890               | 35.413                                                |
| 2013 | 361.002                 | - 5,1                                                        | 390.233                 | 0,0                                                          | 2,82                                       | 29.230              | 19.341                                                |
| 2014 | 356.939                 | - 1,1                                                        | 398.870                 | 2,2                                                          | 2,86                                       | 41.932              | 12.701                                                |
| 2015 | 370.484                 | 3,8                                                          | 412.291                 | 3,4                                                          | 2,82                                       | 41.807              | - 125                                                 |
| 2016 | 367.626                 | - 0,8                                                        | 417.269                 | 1,2                                                          | 2,94                                       | 49.643              | 7.836                                                 |
| 2017 | 400.659                 | 9,0                                                          | 448.106                 | 7,4                                                          |                                            | 47.452              | -2.192                                                |
| 2018 |                         |                                                              |                         |                                                              |                                            | 39.804              | 7.648                                                 |
| Source: Istat, «Indagini sul commercio con l'estero» (cité dans: « Il commercio estero dell'Italia nel lungo periodo: un'analisi dal 1970 al 2005 » de Natale Renato Fazio et Carmela Pascucci, chapitre 6, page 423), Serie storiche su Importazioni, Esportazioni e Saldo commerciale dell'Italia de Il Sole 24Ore (données Istat), Statistiche sull'interscambio commerciale italiano (pdf) sur le Sito del Ministero dello Sviluppo Economico, Tabelle sul commercio estero dell'Italia de l'Annuario Istat 2017 |                         |                                                              |                         |                                                              |                                            |                     |                                                       |

Entre 1960 et 2016, la balance commerciale de l’Italie a été en moyenne excédentaire de 0,59% du Produit Intérieur Brut, avec un minimum de -3,76% en 1974 et
un meilleur résultat de 4,54% en 1996.